# Raymondville (Texas)
Raymondville ist eine Stadt am Rand des unteren Rio-Grande-Tals im US-Bundesstaat Texas. Sie ist die Hauptstadt des umgebenden Willacy County, liegt im weiteren Einzugsbereich der statistischen Metropolregion Brownsville–Harlingen und hat sich wirtschaftlich vor allem als Handelszentrum für landwirtschaftliche Produkte profiliert. Das U.S. Census Bureau hat bei der Volkszählung 2020 eine Einwohnerzahl von 10.236 ermittelt.

## Geografie

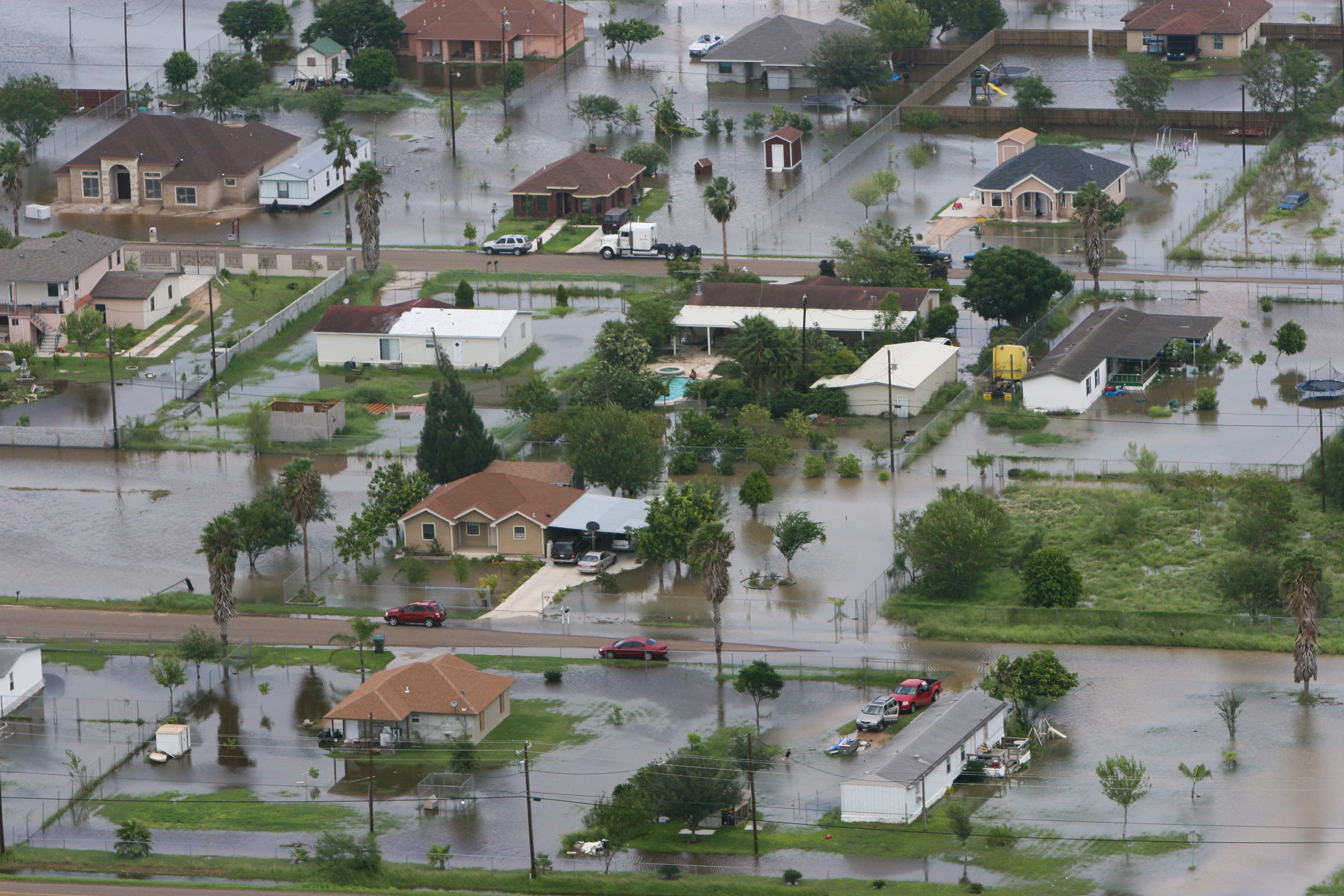
Auswirkung von Hurrikan Dolly: Überschwemmungen im Juli 2008

Qualitätskontrolle während der Melonenernte

Raymondville liegt im östlichen Zentrum von Willacy County. Am Stadtrand vorbei führt der US-Highway 77, dessen weiter nach Süden führender Teil die informelle Bezeichnung Texas Tropical Road trägt. Eine weitere überregionale Verbindungsstraße ist der State Highway 186, der in West-Ost-Richtung durch die Stadt führt. Unweit der Stadt liegt der See La Sal Vieja – ein Salzsee, der bereits vor der Ankunft von Europäern in der Region ein bedeutender Ort war für die Gewinnung von Salz. Die Landschaft um die Stadt ist flach und eben. Von der Vegetationszone her liegt Raymondville in der Übergangszone zwischen dem unteren Rio Grande Valley, einer flachen, fruchtbaren Fluss-Anrainerregion, in der vor allem Zitrusfrüchte- und Gemüse-Intensivanbau betrieben wird, und dem trockeneren, weniger ackerbaugeeigneten Gebiet, welches in Richtung Norden und Westen daran anschließt. Die Nutzbarkeit der Böden rund um die Stadt schwankt entsprechend von lehmhaltig und recht ergiebig bis hin zu sandig, salzhaltig und daher für landwirtschaftliche Zwecke nicht sehr geeignet.
Nachbarstädte und Nachbarorte sind im Norden die – lediglich zu statistischen Zwecken zusammengestellten – Gemeindungen Ranchette Estates und Los Angeles, die Städte San Perlita und Lyford im Osten und Süden und die Gemeinde Lasara im Westen. Von den zwei aufgeführten Ausnahmen abgesehen ist das nördlich an die Stadt anschließende Gebiet bis hinein in das benachbarte Kenedy County weitgehend frei von geschlossenen Ansiedlungen. Die Luftlinien-Entfernung zu den Rio Grande Valley-Zentren Harlingen, Brownsville und McAllen beträgt 31, 67 und 53 Kilometer, die nach San Antonio rund 330 Kilometer und die zur nordosttexanischen Metropole Houston grob 450 Kilometer.
Das Klima in der Region ist subtropisch und subhumid. Die Temperaturen reichen von 9 °C bis zu 29 °C im Januar und von 23 °C bis 35 °C im Juli. Die Niederschlagsmenge beträgt durchschnittlich 27 Zentimeter pro Jahr. Die Wachstumsperiode beträgt circa 318 Tage. Als küstennahe Stadt gehört auch Raymondville zu den Gebieten, die von Hurrikans potenziell betroffen sind.  So verursachte der Tropensturm Dolly 2008 in der Stadt breitflächige Überschwemmungen.
|                       | Jan  | Feb  | Mär  | Apr  | Mai  | Jun  | Jul  | Aug  | Sep   | Okt  | Nov  | Dez  |   |      |
| Mittl. Tagesmax. (°C) | 21,4 | 23,4 | 26,9 | 29,9 | 32,3 | 34,7 | 35,9 | 36,2 | 33,6  | 30,7 | 26,5 | 22,0 | ⌀ | 29,5 |
| Mittl. Tagesmin. (°C) | 8,7  | 10,3 | 13,4 | 17,0 | 20,7 | 22,9 | 23,3 | 23,3 | 21,6  | 17,7 | 13,3 | 9,1  | ⌀ | 16,8 |
|                       |      |      |      |      |      |      |      |      |       |      |      |      |   |      |
| Niederschlag (mm)     | 29,0 | 39,0 | 31,0 | 37,0 | 77,0 | 59,0 | 58,0 | 59,0 | 140,0 | 79,0 | 25,0 | 29,0 | Σ | 662  |

| 8,7 |

| 10,3 |

| 13,4 |

| 17,0 |

| 20,7 |

| 22,9 |

| 23,3 |

| 23,3 |

| 21,6 |

| 17,7 |

| 13,3 |

| 9,1 |

| 8,7 |

| 10,3 |

| 13,4 |

| 17,0 |

| 20,7 |

| 22,9 |

| 23,3 |

| 23,3 |

| 21,6 |

| 17,7 |

| 13,3 |

| 9,1 |

## Geschichte
Raymondville wurde im Jahr 1904 gegründet. Stadtgründer war Edward Burleson Raymond, zeitweilig Vorarbeiter auf der Kings Ranch – einer rund 1200 Quadratkilometer umfassenden Ranch, deren Areale sich über fünf südtexanische Countys erstreckten. Raymond, der zeitweilig als politischer Beamter für das Cameron County fungierte und zwischenzeitlich zum Leiter der – im heutigen Willacy County gelegenen – El Sauz Division der Kings Ranch avanciert war, gründete die Raymond Town and Improvement Company und verkaufte zusammen mit Henrietta King, der Großranch-Eignerin und Witwe des verstorbenen Ranch-Begründers, Landanteile an Neuzuzügler aus dem Norden. Erste Gebäude der neuen Stadtgründung waren ein Postamt sowie eine – von Raymond finanzierte – Station der neu errichteten St. Louis, Brownsville and Mexico Railway.
Die Wirtschaft der neu gegründeten Stadt basierte vor allem auf dem Anbau und dem Verkauf landwirtschaftlicher Produkte – vorzugsweise Sorghum, Baumwolle, Zitrusfrüchten, Gemüse sowie Mais. 1921 avancierte Raymondville zur Kreishauptstadt des 1912 gegründeten und 1921 umstrukturierten Willacy County. 1929 lebten rund 1.800 Einwohner in der Stadt. 1927 erging ein politisch bedeutsames Gerichtsurteil gegen Bürger sowie Polizeibeamte der Stadt. Hintergrund der sogenannten Raymondville Peonage Cases waren Repressalien gegen mexikanische Landarbeiter, die mittels von Gesetz nicht abgedeckter Maßnahmen – etwa dem Vorwurf des „Vagabundierens“ – zu unterschiedlichen Formen der Zwangsarbeit genötigt wurden. Das vom Nueces County Federal Court verhängte Urteil war eines der ersten, dass diese Form der Arbeitskräfte-Rekrutierung für illegal und nicht gesetzeskonform erklärte.
Bis in die 1930er entstanden drei Kirchen, zwei Schulen, ein Gerichtsgebäude, ein Krankenhaus sowie ein Hotel; darüber hinaus ließen sich unterschiedliche Fertigungsunternehmen in der Stadt nieder. Zwischen 1941 und 1952 wuchs die Bevölkerung von 4.050 auf über 9.000 Einwohner an – ein Anstieg, der möglicherweise mit verursacht worden war durch die Einbeziehung vormals als ländlich eingestufter Ansiedlungen ins Stadtgebiet. In der zweiten Hälfte des 20. Jahrhunderts profilierte sich Raymondville weiter als landwirtschaftliches Handelszentrum. Hinzu kamen verarbeitende Betriebe wie eine Baumwollsaat-Verarbeitungsanlage, Unternehmen zur Herstellung von landwirtschaftlichen Geräten sowie Lederwaren-, Bekleidungs- und Lebensmittelverarbeitungs-Betriebe.
Positiv auf die Wirtschaft aus wirkte sich auch der aufkommende Tourismus an der nahegelegenen Golfküste. In den 1990er-Jahren verfügte Raymondville über mehrere städtische Infrastruktur-Einrichtungen wie etwa das Raymondville Historical and Community Center und die Reber Memorial Library, eine öffentliche Versammlungshalle sowie einen – 1977 erfolgten – Anbau für das Gerichtsgebäude.

## Demografie
Die Bevölkerungsentwicklung von Raymondville verlief in einem stetig ansteigenden, nicht von großen Sprüngen geprägten Tempo. Eine starke Vergrößerung erfuhr die Einwohnerzahl lediglich in dem Zeitraum zwischen 1930 und 1950 – zu einem Zeitpunkt, an dem die Stadt noch relativ jung war.  2017 lebten dem US-Zensus zufolge 11.087 Einwohner in der Stadt. Davon waren 6.536 männlich, 4.551 weiblich, 8.751 Erwachsene, 2.336 Kinder oder Jugendliche und 1.463 älter als 65 Jahre. Die Disparität zwischen Frauen und Männern beträgt 100 zu 143,6. Der Altersmedian lag bei 33,2 Jahren. Die übergroße Mehrheit von 10.096 Einwohnern beziehungsweise 91,1 % bezeichnete sich als Hispanic beziehungsweise Latino. 827 Einwohner bezeichneten sich als Weiße (7,5 %). 142 als  Afroamerikaner (1,3 %) und 22 als Asiaten (0,2 %). Indianischstämmige Natives sowie mehr als einer Ethnie angehörige Personen waren in der Erhebung nicht präsent. Das Medianeinkommen betrug lauf Quickfact-Infos des Zensus pro Haushalt 41.389 US-Dollar (USD). Der ermittelte Medianwert liegt sowohl unter dem des Bundesstaats Texas (54.700 USD) als auch dem der USA (55.300 USD). An Personen, die in Armut leben, wies der Zensus 34,6 % aus, an Personen ohne Krankenversicherung 39,7 %.

## Sonstiges
Der Raymondville Independent School District deckt über das unmittelbare Stadtgebiet hinaus weite Umlandteile im Norden, Westen und Osten mit ab. Teile der städtischen Infrastruktur sind darüber hinaus drei Haftanstalten, deren Unterhaltung in der Hand privater Firmen liegt:
- das Willacy County Correctional Center. Es wird betrieben von der Management and Training Corporation im Auftrag der US-amerikanischen Einwanderungs- und Zollbehörde. Das in 45 Tagen errichtete, 2006 eröffnete und im März 2015 nach zerstörerischen Unruhen geschlossene Zentrum war als Zeltstadt angelegt und diente als Bundeslager für illegale Einwanderer.[17]
- Das Willacy County Regional Detention Center, die regionale Haftanstalt des Bezirks Willacy County. Sie wurde 2003 eröffnet, wird von der Management and Training Corporation betrieben und ist unter anderem für die Unterbringung von Bundesgefangenen des US Marshals Service zuständig.[18]
- Das Willacy County State Jail. Es wird von der Corrections Corporation of America betrieben unter Vertrag mit den texanischen Strafjustizbehörden. Es ist als Einrichtung mittlerer Sicherheit ausgewiesen und hat eine Kapazität von 1069 Plätzen.[19] Der vorherige Betreiber der Anstalt, das mittlerweile der Geo Group angehörende Unternehmen Wackenhut, wurde nach einem 2001 erfolgten Mord an einem Gefangenen mit einer Zivilklage über 42,5 Millionen US-Dollar überzogen.[20]

## Söhne und Töchter der Stadt
- Angela Via (* 1981), Sängerin[21]
- Eric Molina (* 1982), Boxer